# Pecari cu guler
Pecariul cu guler (Dicotyles tajacu), numit și porc ombilicat, este o specie de mamifer din ordinul Artiodactyla, familia Tayassuidae, genul Dicotyles, înrudit cu porcul sălbatic, care trăiește în pădurile tropicale din America. Are o lungime de circa 1 m și o înălțime de 50 cm, pielea aspră și închisă la culoare, iar colții defensivi, îndreptați în jos. Se hrănește cu fructe, rădăcini, mici vertebrate, insecte.

## Taxonomie
Cu toate că anterior a fost plasat în genul Pecari, niște studii din 2020 l-au plasat în genul Dicotyles; aceste studii au fost acceptate de către American Society of Mammalogists⁠(en)[traduceți].